# Temple protestant de Lempire
Le temple protestant de Lempire était un édifice cultuel de l'Église réformée de France, situé sur le territoire de la commune de Lempire, au nord-ouest du département de l'Aisne.

## Historique
Le temple protestant de Lempire a été construit une première fois en 1821 et reconstruit en 1851.

## Caractéristiques
L'ancien temple de Lempire est un édifice construit en brique d'une grande sobriété. Sa façade est percée d'une porte surmontée d'une simple croix latine
A l'intérieur, on pouvait voir des pilastres d'angle ornés d'une chute de feuillage.